# Better Lovers
Better Lovers es una banda estadounidense de hardcore punk formada en Búfalo, Nueva York en 2023 tras la disolución de Every Time I Die, el grupo está compuesto por el vocalista Greg Puciato, los guitarristas Jordan Buckley y Will Putney, el bajista Stephen Micciche y el baterista Clayton Holyoak.
A menudo catalogado como un supergrupo, la banda cuenta con miembros de Every Time I Die (Buckley, Micciche y Holyoak) y The Dillinger Escape Plan (Puciato), así como un miembro actual de Fit for an Autopsy (Putney).
La banda tiene contrato con SharpTone Records y ha publicado un álbum de estudio, un EP y dos sencillos.

## Historia

### Formación yGod Made Me An Animal(2023)
Jordan Buckley, Stephen Micciche y Clayton "Goose" Holyoak formaron parte de la banda de metalcore Every Time I Die, junto con Andy Williams y Keith, hermano de Jordan Buckley. En diciembre de 2021, Keith se retiró de la banda por problemas de salud mental, pero posteriormente acusó a su hermano Jordan y a sus compañeros de aislarlo. Every Time I Die emitió un comunicado indicando que estaban trabajando en ello en privado y que darían un último concierto el 11 de diciembre. El 18 de enero de 2022, Jordan Buckley, Williams, Micciche y Holyoak emitieron un comunicado indicando que ya no actuarían como Every Time I Die debido a la imposibilidad de comunicarse directamente con Keith o de llegar a un acuerdo para continuar como banda, lo que supuso la disolución de la banda tras 24 años. Al día siguiente, Keith reveló que el 20 de diciembre, la semana posterior al último concierto de la banda, se le había emitido una orden de cese y desistimiento, ordenándole dejar de usar el nombre y la imagen de la banda.
A pesar de la ruptura y la cobertura pública, Jordan Buckley, Williams, Micciche y Holyoak continuaron ensayando juntos, con la intención de formar una nueva banda con un nombre diferente. En noviembre de 2022, Buckley publicó videoclips en sus redes sociales donde aparecía trabajando en nuevo material con Micciche, Holyoak y el productor Will Putney en su estudio de Nueva Jersey. Putney había producido los dos últimos álbumes de Every Time I Die, Low Teens y Radical. El guitarrista Andy Williams no estuvo presente en estas sesiones, ya que se había comprometido plenamente con su carrera en la lucha libre profesional con All Elite Wrestling como "The Butcher", y el bajista Micciche confirmaría posteriormente que Williams no participó en sus grabaciones iniciales.
El 17 de abril de 2023, Buckley, Micciche y Holyoak anunciaron oficialmente la formación de "Better Lovers" con su primer sencillo, "30 Under 13", publicado a través de SharpTone Records. La banda reveló que Putney se había incorporado oficialmente como guitarrista, y que se les unía el vocalista Greg Puciato, exintegrante de la banda de metalcore The Dillinger Escape Plan. Puciato había trabajado con el supergrupo de heavy metal Killer Be Killed, el supergrupo de electrónica The Black Queen y como solista antes de unirse a la banda. Al hablar sobre si Better Lovers era un supergrupo, el bajista Steve Micciche dijo: "No lo vemos así. Si bien es imposible no reconocer a las bandas anteriores en las que estuvimos y de las que estamos orgullosos, esto es algo único. No estamos aquí para tomarnos un café. Todavía tenemos algo que aportar creativamente, y eso es algo que no desaparece por sí solo y es muy importante para todos nosotros".
Un día después del anuncio, el 18 de abril, la banda reveló que se unirían a The Ghost Inside, Underoath y We Came as Romans en su gira de verano por Norteamérica. A lo largo de abril y el resto del verano, también anunciarían sus propias fechas como cabezas de cartel en Estados Unidos y el Reino Unido, incluyendo un concierto debut en su ciudad natal, Buffalo, Nueva York. El 7 de julio de 2023, Better Lovers lanzó por sorpresa su EP debut God Made Me an Animal, publicado a través de SharpTone y producido por Putney.
En una entrevista con Revolver el 26 de septiembre, la banda insinuó que tenían suficientes canciones en proceso para un álbum completo, pero insinuaron la posibilidad de lanzar más música antes de fin de año. El 16 de noviembre, lanzaron un nuevo sencillo, "Two Alive Amongst The Dead", y más tarde ese mismo año anunciaron las fechas de la gira de 2024 en Norteamérica en primavera y Europa en verano.

### Highly Irresponsible(2024–presente)
El 9 de enero de 2024, la banda reveló su intención de lanzar su álbum debut en 2024. En su Instagram, mencionaron los lanzamientos esporádicos que habían hecho durante el año anterior, pero "hacerlo con las dieciséis canciones nuevas que hemos compuesto sería arriesgado". El momento de sus sesiones de estudio coincide con el inicio de su gira por Norteamérica a finales de primavera. El 2 de abril de 2024, la banda lanzó el sencillo "The Flowering", una versión de un tema que tocaron en conciertos el año anterior bajo el título provisional "Punk".
El 30 de julio, Better Lovers anunció su primer álbum de estudio Highly Irresponsible, cuyo lanzamiento está previsto para el 25 de octubre a través de SharpTone. En un correo electrónico enviado a los suscriptores de la lista de correo, la banda declaró: «Le dedicamos mucha energía a este disco y disfrutamos cada segundo. Un disco tan puro y egoísta para nosotros que dio origen a una magia real que se transmitía por los altavoces. Viejas costumbres y nuevos trucos. Locura y moderación, belleza y caos. Arte tal como se concibe». El sencillo principal, «A White Horse Covered In Blood», se lanzó al día siguiente, junto con su videoclip. Tres sencillos más le siguieron durante los meses siguientes: «Future Myopia» el 28 de agosto, «At All Times» el 25 de septiembre y «Love As An Act Of Rebellion» el 22 de octubre. 
Highly Irresponsible se lanzó el 25 de octubre de 2024. El disco será promocionado con una gira por Norteamérica con Full of Hell, Gouge Away, Cloakroom y Spy durante el otoño de 2024, el segundo festival anual Blissmas de la banda en Buffalo en diciembre y una gira por el Reino Unido con Frontierer y Greyhaven en enero de 2025.

## Estilo musical
El estilo de Better Lovers ha sido descrito como hardcore punk, metalcore, y mathcore. A pesar de incorporar miembros de múltiples bandas, MetalSucks describió su sonido como "más Every Time I Die que The Dillinger Escape Plan, pero si te encanta el hardcore caótico y el metalcore de principios de la década de 2000, God Made Me an Animal será tu tema".

## Miembros
- Greg Puciato – voz (2023-presente)
- Will Putney – guitarra (2023-presente)
- Jordan Buckley – guitarra (2023-presente)
- Steve Micciche – bajo (2023-presente)
- Clayton "Goose" Holyoak – batería (2023-presente)

## Discografía
Álbumes de estudio
- Highly Irresponsible (2024)

EPs
- God Made Me an Animal (2023)

Sencillos
- "30 Under 13" (2023)
- "Two Alive Amongst The Dead" (2023)
- "The Flowering" (2024)
- "A White Horse Covered In Blood" (2024)
- "Future Myopia" (2024)
- "At All Times" (2024)
- "Love As An Act Of Rebellion" (2024)